# 13-й Вирджинский пехотный полк
13-й Вирджинский добровольческий пехотный полк (англ. The 13th Virginia Volunteer Infantry Regiment) был пехотным полком, набранным в штате Вирджиния для армии Конфедерации во время Гражданской войны в США. Он сражался в основном в составе Северовирджинской армии. Полк прошёл все сражения на востоке страны от первого Булл-Рана до капитуляции при Аппоматтоксе.

## Формирование
13-й Вирджинский был сформирован в Харперс-Ферри летом 1861 года. В полк набирали жителей Винчестера, Калпепера, Оранджа, Луизы и Хэмпшира (штат Вирджиния). 1 июля полк был принят на службу в армию Конфедерации. Его первым командиром стал полковник Эмброуз Хилл, подполковником - Джеймс Уокер, майором - Джеймс Террилл.

## Боевой путь
Когда началась война, полк стоял в долине Шенандоа в составе бригады Смита и был переброшен по железной дороге под Манассас, где вместе со всей бригадой участвовал в финале первого сражения при Булл-Ран.
26 февраля 1862 года полковник Хилл получил звание бригадного генерала и покинул полк. Джеймс Уокер получил звание полковника, а Джеймс Террил — звание подполковника. 25 апреля капитан Джон Шеррард, командир роты К, получил звание майора.
Весной 1863 года, во время Чанселорсвиллской кампании, полк был задействован во время сражения при Бэнкс-Форд 4 мая. Когда 31-й Джорджианский полк попал под внезапную атаку противника, генерал Смит отправил 13-й Вирджинский на помощь джорджианцам. Всего в боях под Фредериксбергом полк потерял 58 человек (6 убитыми, 37 ранеными, 17 пропавшими без вести).
Впоследствии полк находился в составе бригад генерала Эрли, У. Смита, Пеграма и Уокера. Полк участвовал во всех боях Северовирджинской армии от Семидневной битвы до Колд-Харбора, после чего был переброшен в долину Шенандоа, а позже участвовал в боях под Аппоматоксом.
Полк потерял 16 человек при Кросс-Кейс и Порт-Репаблик, 111 при Геинс-Милл, 34 у Кедровой горы, 46 при втором Булл-Ране, 22 при Фредериксберге и 36 при Чанселорсвилле. Во время Геттисбергской кампании полк был оставлен в Винчестере для охраны тыла. В бою на Кедровой Реке полк понес тяжёлые потери и сдался, когда в его составе осталось всего 10 офицеров и 52 солдата.
Командирами полка были полковники Джордж Гудман, Эмброуз Хилл, Джеймс Террилл и Джеймс Уокер, а также майоры Чарльз Критенден и Джон Шеррард.